# 約翰·米爾斯海默
約翰·米爾斯海默（英語：John Mearsheimer，1947年12月14日—），全名約翰·約瑟夫·米爾斯海默（John Joseph Mearsheimer，/ˈmɪrʃhaɪmər/)  ，也有部分媒體譯作米夏摩，是美國著名國際關係學家及芝加哥大學羅蘭·溫德爾·哈里森傑出服務教授（R. Wendell Harrison Distinguished Service Professor）。

## 早年
米爾斯海默1947年12月生於紐約市布魯克林。米爾斯海默的童年生活在紐約市度過，8歲時隨父母搬家到威斯特徹斯特郡的哈得孫河畔克羅頓郊區。
在越戰方興未艾的年代，米爾斯海默17歲就加入美國陸軍。參軍1年後，有感於缺乏軍事專長的年輕人常被徵往最前線面對無情戰火與極高的傷亡率，1966年決定進入西點軍校努力學習。1970年畢業後，至美國空軍任官了五年
米爾斯海默一面在空軍服役，一面則在南加州大學就讀，1974年獲得該校國際關係學碩士學位。在此之後，他又前往康乃爾大學繼續深造，1980年取得博士學位。1978年至1979年間，米爾斯海默也在華盛頓特區的布魯金斯學會兼當研究員。1980年至1982年間，他到哈佛大學威瑟海德國際事務中心進行博士後研究。1998年至1999年，在紐約市的美國外交關係協會當惠特尼·舍帕爾森獎金研究員。

## 世界戰略論點

### 現實主義至上
米爾斯海默提出攻勢現實主義理論，描述大國間因安全競爭及無法確定他國之意圖，基於理性而試圖爭取霸權地位的互動。概論原則上強烈反對任何基於夢想、理想、意識形態、宗教偏執、政治正確等形而上要件而採取的戰略或戰爭，那些做法最終都沒有任何好結局，只是空讓一國浪費寶貴的資源和時間以及原本能達成的其他目的。
針對攻勢現實主義，米爾斯海默提出五個基本命題（assumptions）：
1. 國際體系處於無政府狀態
2. 大國本身具備某些用於進攻的軍事力量
3. 國家永遠無法把握其他國家的意識
4. 大國的首要目標是生存
5. 大國是理性的行為者

他是反對2003年伊拉克戰爭的主要人物之一，也是1994年時極少數反對烏克蘭放棄核武的人物，並成功預測缺乏嚇阻手段的烏克蘭會遭到俄國蠶食領土。米爾斯海默最備受爭議的觀點集中於《以色列遊說團與美國外務政策》一書，該書批判美國政府對中東的動作遭到美國國內以色列遊說團強烈影響，但這些影響往往無益於美國的國家利益。米爾斯海默更依照他的理論推測，中國崛起過程可能會招來武裝衝突，難以和平崛起。
在《大國政治的悲劇》一書中他直接闡述了物理條件所造成的軍事現實，從而強制決定了可行的戰略制定: 
- 地球上海洋巨大水體的存在讓任何國家都無法實現全球霸權，海洋限制了軍事力量的投射能力和成本，從而在全球範圍內分散了霸權，嚴格來說只有區域霸權是可行的。
- 陸軍仍是現代戰爭主導力量，陸軍戰力不行的國家再多海空軍也達不成長期戰爭目的，例如越戰和韓戰美國因為陸軍耐受力居下風造成海空優勢最後也無意義。

物質和財富是形成霸權的主要決定因素，此外是人口增減與素質為長期因素，國際間有些人討論的所謂「軟實力」不必賦予過高的效用想像，軟實力能幫助一國帶來的實質利益很低。BBC於2012年做的全球民眾調查顯示美國在各國民眾偏向並不受歡迎，比中俄好不了太多，美式资本主义现在看来没把社會治理很好，而很多国家也不喜欢美国跟他們討論民主的方式。

### 制度自由主義的幻夢
一般認爲，制度自由主義政策包括：在軍事上組建意識形態和價值觀衕盟、經濟上推廣自由市場模式、政治上對他國推行「和平演變」計劃，至少是將其他國家納入美國主導的國際制度、文化上扶植奉信美國式自由主義的知識精英使美國成爲其他國家的「政治正確」本身，幾種手段是相輔相成的。
美國外交政策的核心目標是成為西半球的霸主，並且防止在東半球出現類似霸主。美國的角色應是作為一離岸平衡手，阻撓任何歐亞霸權國家的崛起，並且用戰爭作為阻止其崛起的最後手段，但美國冷戰後走在錯誤道路上，違背了他所主張的攻勢現實主義而變得情緒化做出諸多錯誤動作; 如認為自由主义意識形態能幫美國建立一個全球霸權，但這一異想天開的前提是必須建基於其他國家都是手無寸鐵的原始部落，而僅美國有槍砲; 因為現實中民族主義的影響力永遠大於自由主義，而其實自由主義國家也都是一種「自由主義色彩的民族主義國家」包含美國自己，所以太多美國人似乎被一種論點給自我欺騙。當使用自由主義去干預別國碰撞民族主義時，不僅必然會失敗，而美軍戰爭優勢又隨著更多國家發展崛起而抵消，所以這是一條死路。
他判斷中國有其先天物理優勢也就是位於人口和領土最大的東側歐亞大陸塊中，同時本身人口巨大歷史影響悠久，當中美分別建成區域霸權後，前者一定強於後者。美國若想阻止中國崛起需要重大的謀略和很多智慧高超的領導，可惜他沒有看到有合乎要求的人，只發現美國政治人物和選民的決策很可悲。首先最重要是拉攏一切歐亞大陸上能拉攏的國家尤其是俄羅斯，然而不知為何冷戰後美國開始走一條意圖擊垮或附庸化俄國的路，這在俄國巨大核武能力和強民族主義下注定是不可能達到的目標，美國犯下了重大失誤沒有依照現實主義去動作而是偏重一種夢想理想化，之後在中東大打20年宗教戰爭又是一場不可能獲勝的無意義行為，甚至幫中國鋪平了進入的道路，現在太多中東國家期待中國進入以驅趕美國力量，連沙特等國也變成一種不反對的姿態。

### 美國的長期失誤
米爾斯海默長期在中國大陸受到一定程度歡迎，並多次應邀到大學演講
。对于中國挑戰美国霸權這一命題，米尔斯海默的核心观点是：
如果中国经济持续增长，它在军事上也将持续扩张，试图像美国统治西半球那样统治亚洲。然而，美国将不惜一切代价阻止中国实现地区霸权。中国的大多数邻国，包括印度、日本、新加坡、韩国、俄罗斯和越南，将与美国联手遏制中国。其结果将是一场激烈的安全竞争，具有相当大的战争潜力。总之，中国的崛起不可能是平静的。
根据复旦大学中国研究院助理研究员孟维瞻对米尔斯海默分析的解读，在战略层面：
- 在冷戰後，美國要果斷放棄一切北約東擴密謀對付俄羅斯的計畫，全力將其拉攏。俄國想要恢復其在東歐影響力時，美國要立即拋棄烏克蘭和波羅的海等無用國家，以換取俄國的堅實友誼，藉此打斷中國大陸和俄羅斯之間能夠達成戰略默契的可能。
- 美國要將俄羅斯拉入現有國際市場利益軌道，助其經濟發展，即使不能成為盟友，至少使俄國成為美國霸權體系的得利者和敵視東方主義的同盟，尤其俄國能控制附庸的蒙古可為中國北方施加壓力。
- 美國應該不批評、不介入任何東南亞和中東國家的政權和價值觀問題。這樣可以有限扶植各國內的親美領導人[17]，但不要過度在乎成敗，廣泛對各國內各勢力採取上述對俄做法。
- 其中有共產色彩的越南和柬埔寨反而是美國可以耕耘拉攏的對象。而中東方面，美國必須平衡批評以色列以樹立公道者角色[10]，儘力解除伊朗出兵和造核武的正當性，這樣可以有效封鎖中國大陸在東南亞以至中東尋找任何國際支援的可能，以加強美國對其圍堵政策。
- 即使在911事件後，美國也不要發起大規模戰爭。這樣可以有限小股兵力作戰，聯合各國同情態勢。打擊基地組織應成為一種檯面下特種部隊戰爭。大舉進入阿富汗和伊拉克是重蹈俄國覆轍的死棋。
- 樹立美國並無領土野心的和善形象，籍此扶植中國大陸上親美自由主义话语体系以抑制中國大陸的国族主義話語體系。

孟维瞻认为，美國30年的政策幾乎違反了正確解答中的每一條，目前美國菁英的新方案无论是在经济或外交上和中国“脱钩”，还是通过接触使中国“和平演变”，本質都无法成功达到什麼目的。根据孟维瞻的说法，米爾斯海默也提及另一種次好的方案是在中国植入一种自由主义话语体系，并使之成为道德标准来左右中国社會精英，這倒是符合一點現實主義效用。孟维瞻称，對香港和台灣的介入反而破壞了此目標，美國反被大陸一方視為要搶奪「中國領土」這一中國最敏感的百年議題，直接導致民族主義被大規模觸發，所有中國內的親美、自由派人士最近几乎全部失语和陷入被动就是這一因素，他們有的開始反思改變立場，有的則發現被強大的民族主義圍攻而只能閉嘴。
他認為美國問題在於受制各种利益集团相互制约，不同党派相互制衡，無法形成強有力的持久戰略，现在主流社會精英依然在犯糊涂，看不清自己的国家利益。21世紀後美国通过自由主义這空泛理想来约束中国的目的没有实现，反而使中国成为自由主义的最大受益者，國際自由市場讓中方輕易吸取資本主義的科研成果和金錢流完成自身造血壯大，甚而因為吸取力量過大過快還促進了美國金融海嘯，同時美軍被自由主義自欺得罪了俄羅斯和伊斯蘭國家，其他南亞和非洲多國也前所未有的警惕於西方侵略性，更導致他們希望世界有第二個強權來保持平衡，可以說過度依賴自由主義害慘了美國而成為中國最大戰略幫手，成為歷史上最大諷刺劇。

### 俄烏衝突
2015年9月25日，約翰·米爾斯海默在一次演講中表示，西方大国鼓励乌克兰政府对俄罗斯采取强硬政策，最终會讓乌克兰被毁掉。
在2022年俄罗斯入侵乌克兰之后，米尔斯海默表示，他认为入侵的责任主要在于西方，美國试图让乌克兰与欧盟和美国建立更紧密的联系。「我认为这件事的所有麻烦始于2008年4月在布加勒斯特举行的北约峰会。峰會結束後北约发表声明，称乌克兰和格鲁吉亚将成为北约的一部分。俄罗斯人当时明确表示，他们将此视为一种威胁，並亮明了自己的底線。尽管如此，随着时间的推移，所发生的事情是，西方国家試圖将乌克兰纳入西方陣營，使乌克兰成为俄罗斯边境上的西方堡垒...... 美國的战略核心是北约扩张，另外欧盟的扩张也可以算在內，他們試圖将乌克兰变成一个亲美的自由民主国家，从俄罗斯的角度来看，这是一个威胁。」

## 爭議

### 著作觀點相關爭議
約翰·米爾斯海默出版於2007年8月末的著作《以色列遊說集團和美國外交政策》引發了激烈的爭議，眾多專家均對該書表達了自己的意見，一些評論者認為該書雖然揭示了一些不為公眾所意識得到的事實（如更正教當中的福音派對於以色列的熱情和美國大多數總統候選人對以色列國的支持），但是誇大了支持以色列國的遊說集團的影響力、淡化了巴勒斯坦國國內的恐怖主義組織所犯下的罪行和忽略了更加強大的利益集團（如石油公司和軍事工業國會複合體）在美國支持以色列國這一方面上所發揮的作用等等。著名的新無神論者、作家兼記者克里斯多福·希欽斯在斯坦福大學演講時宣稱：「（米爾斯海默和沃爾特）認爲他們比美帝國主義者更聰明。如果是米爾斯海默和沃爾特管理這個帝國，他們就不會被猶太人愚弄。他們會與沙特做大生意，而不是讓阿拉伯人對錫安主義感到不安。嗯, 我想説, 這是一種非同尋常的玩世不恭，結合了一種非同尋常的天真。這根本不配被稱爲現實主義。」
約翰·米爾斯海默在其著作《大幻想：自由主義之夢與國際現實》中所提出關於自由國際秩序的觀點引發了一場激烈的爭論，並且引起了一些專家的回應，如羅伯特·傑維斯（Robert Jervis）、克里斯多福·萊恩（Christopher Layne）、詹妮弗·皮茨（Jennifer Pitts）、傑克·斯奈德（Jack Snyder）、威廉·C·沃爾福斯（William C. Wohlforth）和C·威廉·霍道夫（C. William Walldorf）。在一篇抨擊此書的文章中，沃爾福斯表示這本書未能很好地闡述其核心觀點：「首先, 你不能透過只觀察自由主義和輕率的外交政策來建構自由主義和輕率的外交政策之間的因果關係。因為米爾斯海默沒有像對待自由主義那樣對其他意識形態進行同樣的審視，所以沒有辦法知道自由主義在這方面是否突出。其次, 你不能僅僅透過觀察發生在一個寬鬆的戰略環境中的案例來確定一個寬鬆的系統環境是一個必要條件。」沃爾福斯還認爲《大幻想》與米爾斯海默的另一部著作《大國政治的悲劇》在立場上是不一致的：「鑑於其他大國註定要捲土重來，而這一理論的規定是 它們的偏好（即修正主義）獨立於美國的任何行動（因為美國的任何行動都不能減少它們對於美國意圖的不確定性，反之亦然），為甚麼作為一個單極強權的美國在有機會的時候不尋求擴張和鎖定收益呢？」

### 聲稱北約要為俄烏戰爭爆發一事負責
約翰·米爾斯海默聲稱北約對俄國的圍堵引發了俄烏戰爭，他的批評者把他描述為在烏克蘭犯下戰爭罪行的俄軍的“不知情的辯護者”。根據《金融時報》所發表的一篇政論所述：「預防性戰爭有時被認爲是可以接受的——但只有在敵對國家準備發動攻擊的情況下。」烏克蘭共和國在去年顯然不是處於這種狀態。透過模糊這一點，米爾斯海默確實無意中成為了發動侵略戰爭的普京的辯護者。同樣，卡媁·L·阿弗拉西亞比（Kaveh L. Afrasiabi）指出：「雖然米爾斯海默將一些責任歸咎於俄國，並且指責其‘殘暴’，但是事實是他所創立的關於歸咎於北約一事的理論試圖正當化入侵，這個理論根本無法被用以得出這是一場不正義戰爭的結論。」

### 聲稱中华民国政府为中日战争负责
|  | 此外，日本在1937年至1941年间保持克制。想想那段时期那些据称展现其盲目侵略的重大事件吧。1937年开始的对华战争是由蒋介石发起的，而不是由想要避免武装冲突的日本人发起的。1938年和1939年的战争同样不是由日本发起的,因为日本认识到自己无法击败红军。那是由苏联发起的。至于东京在1940年向印度支那北部和1941年向印度支那南部推进，这两次行动都是因为印度支那是蒋介石军队的主要武器渠道,而且在两次行动中，日本在进军之前都获得了维希法国的同意... |

节选自《国家如何思考》。

## 著作
- 《常规威慑论》（Conventional Deterrence, Cornell University Press, 1983） ISBN 0801415691 OCLC 9394615
- 《李德·哈特与历史之重》（Liddell Hart and the Weight of History, 1988） ISBN 080142089X OCLC 17953067
- 《大國政治的悲劇》（2001）ISBN 0393020258 OCLC 46678382
- 《以色列遊說團與美國外務政策》（2007） ISBN 9780374177720 OCLC 144227359
- 《為什麼領導者要說謊：在國際政治中撒謊的真相（英语：Why Leaders Lie: The Truth About Lying in International Politics）》（Oxford University Press, 2011） ISBN 9780199758739 OCLC 593639329
- 《大幻想：自由主義之夢與國際現實》（Yale University Press，2018） ISBN 9780300234190

## 外部連結
- John Mearsheimer's Home Page （页面存档备份，存于）
- All Publications by John Mearsheimer （页面存档备份，存于）
- Why China Cannot Rise Peacefully （页面存档备份，存于）, video of John Mearsheimer presentation, October 17, 2012
- Conversations With History Interview （页面存档备份，存于）, conducted by the Institute of International Studies at Berkeley
- Theory Talks Interview
- E.H. Carr vs. Idealism: The Battle Rages On （页面存档备份，存于） by John Mearsheimer
- Hans Morgenthau and the Iraq War: Realism Versus Neo-Conservatism by John J. Mearsheimer, OpenDemocracy, May 19, 2005
- Recent survey recognizing Mearsheimer as one of the five most important IR scholars of his time.
- The Israel Lobby and U.S. Foreign Policy A Harvard Study, March, 2006
- WSJ response to Mearsheimer-Walt working paper on the Israel Lobby （页面存档备份，存于）
- Kennedy School removes its logo from lobby 'study' （页面存档备份，存于） Rosner's Blog, Haaretz, March 22, 2006
- Analysis of The Israel Lobby and U.S. Foreign Policy
- "A Lobby, Not a Conspiracy" by Tony Judt, The New York Times, April 20, 2006 （页面存档备份，存于）
- "Yes, It's Anti-Semitic" by Eliot A. Cohen, Washington Post, April 5, 2006 （页面存档备份，存于）
- (a response to the critiques) （页面存档备份，存于） John Mearsheimer & Stephen Walt, May 11, 2006
- C-SPAN內的頁面（英文）
- What the Israel lobby wants, it too often gets （页面存档备份，存于） Mearsheimer and Walt respond to their critics in Foreign Policy
- Video debate about the Israel lobby in the US involving John Mearsheimer （页面存档备份，存于） and Bruce Feiler on Bloggingheads.tv
- "Middle East: Know the Limits of U.S. Power" （页面存档备份，存于）, Newsweek, Published Nov 29, 2008, from the magazine issue dated Dec 8, 2008.
- "Another War, Another Defeat" on Gaza conflict, The American Conservative, January 26, 2009 Issue
- Participant in panel, Congratulations, You Won... What Now? U.S. Presidential Election Special （页面存档备份，存于） at the Pritzker Military Museum & Library
- Participant in panel, The Middle East: Crisis and Conflict （页面存档备份，存于） at the Pritzker Military Museum & Library
- Participant in panel, The U.S. Military in Iraq: Who is Winning? （页面存档备份，存于） at the Pritzker Military Museum & Library